# 段功
段 功（だん こう、生没年不詳）は、モンゴル帝国（大元ウルス）支配下の雲南における第10代大理総管。

## 概要
段功の出自について、諸史料は段光の弟とするがこれは疑わしく、段義の子と推定される。
段功は1346年（至正6年）に「木邦の思翰法（麓川の死可伐）」討伐で前鋒として活躍し、この功績により大理総管、ついで雲南行省の参政職を授けられたという。段功と同世代の段勝・段光兄弟が梁王バツァラワルミと対立関係にあったのに対し、段功はモンゴル人支配者と友好関係にあったようで、段功の時期に朝廷が大理路趙州の没官田を学田として購入したとの記録がある。
「歴年伝」によると、段功は 1352年（至正12年）にはじめて大理総管の地位を承したとされる。また碑文史料により、1355年（至正15年）には「中奉大夫大理路軍民総管府総管」、1363年（至正23年）には「雲南諸路行中書省平章政事」の地位にあったことが分かる。雲南行省平章の地位は四川の明玉珍が派遣した軍を撃退する功績によるものであり、この時段功は梁王の娘の阿蓋公主が嫁いだとされる。しかし急速に台頭した段功を快く思わない者も多かったようで、讒言を受けた梁王によって段功は謀殺され、これを阻止しようとして果たせなかった阿蓋公主も後を追って自殺したと伝えられている。